# Горбачи (Житомирская область)
Горбачи (укр. Горбачі) — село на Украине, основано в 1890 году, находится в Коростенской городской общине Житомирской области. Расположено на реке Моства.
Код КОАТУУ — 1822386202. Население по переписи 2001 года составляет 50 человек. Почтовый индекс — 11540. Телефонный код — 4142. Занимает площадь 0,33 км².